# لويس إدواردو إسبينوزا بيريز
لويس إدواردو إسبينوزا بيريز هو سياسي مكسيكي، ولد في 27 يونيو 1956 في مدينة مكسيكو في المكسيك. نشط حزبياً في حزب الثورة الديمقراطية. وقد انتخب عضو مجلس النواب المكسيك ‏.